# 沃奧隆
沃奧隆（法語：Ouolon），是馬里的城鎮，位於該國中部，由塞古區的桑省負責管轄，面積969平方公里，海拔高度270米，2009年人口13,312，人口密度每平方公里13.74人。